# Gibanje združenih src
Gibanje združenih src (francosko Mouvement cœurs unis, MCU) je politična stranka v Srednjeafriški republiki, ki jo vodi Faustin-Archange Touadéra.

## Zgodovina
Stranko je novembra 2018 kot politično združenje ustanovil predsednik Faustin-Archange Touadéra, uradno pa se je oblikovala kot politična stranka v začetku leta 2019. Touadéra je med splošnimi volitvami leta 2020 kandidiral pod zastavo MCU, na katerih je zmagal v prvem krogu s 53,9 % glasov.

## Volilni rezultati

### Predsedniške volitve
| Leto | Kandidat                  | Glasovi   | %          | Glasovi    | %          |
| Leto | Kandidat                  | Prvi krog | Prvi krog  | Drugi krog | Drugi krog |
| ---- | ------------------------- | --------- | ---------- | ---------- | ---------- |
| 2020 | Faustin-Archange Touadéra | 346.687   | 53.9% (1.) | -          | -          |